# Red Bull Air Race 2017 de Oporto
La Red Bull Air Race 2017 de Oporto es la sexta ronda de la temporada 2017 del Campeonato del Mundo de Red Bull Air Race, la undécima temporada del Campeonato del Mundo de Red Bull Air Race. El evento se celebra en la ciudad de Oporto (Portugal).
El actual director de la carrera, Steve Jones, ganó en 2007, Hannes Arch ganó en 2008, consiguiendo el Campeonato del Mundo, de la misma manera lo hizo en 2009 Paul Bonhomme, ganando el título mundial.
El aeródromo para el evento, estará situado en la Parque da Cidade, como base operacional de la prueba

## Campeonato
El piloto estadounidense, Kirby Chambliss, llega líder a Oporto, tras conseguir en Kazan, Rusia, su segunda victoria consecutiva del campeonato.
Tras la prueba, Martin Sonka se coloca líder a falta de dos pruebas para finalizar el campeonato, Kirby Chambliss es desplazado a la tercera plaza de la clasificación, al ser superado por el canadiense Pete McLeod.
El campeón del pasado campeonato, Matthias Dolderer, queda a 27 puntos del primero con su sexta posición. Yoshihide Muroya, que había  liderado este campeonato, queda cuarto, y a 10 puntos de Martin Sonka.
El español Juan Velarde, tras no poder salir en la clasificación con su Edge 540 V2, es encuadrado con Kirby Chambliss en la Ronda de 14, en el que pierde el duelo, y se queda con 0 puntos para el campeonato, que lo baja una posición, al ser superado por el australiano Matt Hall, que consiguió llega a la Final de 4, y subir al pódium en tercera posición.

## Asistencia
El evento fue visto por 850 mil espectadores durante los dos días de competición, estimando que 600 mil son del segundo día. 

## Master Class

### Cualificación
| Pos | N.º | Piloto            | Tiempo   | Pen   |
| --- | --- | ----------------- | -------- | ----- |
| 1   | 84  | Pete McLeod       | 1:07.192 |       |
| 2   | 10  | Kirby Chambliss   | 1:07.942 |       |
| 3   | 31  | Yoshihide Muroya  | 1:07.972 |       |
| 4   | 18  | Petr Kopfstein    | 1:07.979 |       |
| 5   | 99  | Michael Goulian   | 1:08.025 |       |
| 6   | 95  | Matt Hall         | 1:08.186 |       |
| 7   | 8   | Martin Šonka      | 1:08.602 |       |
| 8   | 12  | François Le Vot   | 1:08.903 |       |
| 9   | 21  | Matthias Dolderer | 1:09.000 |       |
| 10  | 11  | Mikaël Brageot    | 1:09.008 |       |
| 11  | 27  | Nicolas Ivanoff   | 1:09.244 |       |
| 12  | 37  | Peter Podlunšek   | 1:11.117 | +0:02 |
| 13  | 26  | Juan Velarde      | DNS      |       |
| 14  | 5   | Cristian Bolton   | DNS      |       |

### Ronda de 14
| Asalto | 1.º piloto        | Tiempo         | Tiempo   | 2.º piloto       |
| ------ | ----------------- | -------------- | -------- | ---------------- |
| 1      | Mikaël Brageot    | 1:08.243       | 1:08.371 | Michael Goulian  |
| 2      | Nicolas Ivanoff   | 1:08.380       | 1:07.886 | Petr Kopfstein   |
| 3      | Matthias Dolderer | 1:07.762       | 1:07.664 | Matt Hall        |
| 4      | Peter Podlunšek   | 1:08.287       | 1:07.819 | Yoshihide Muroya |
| 5      | François Le Vot   | 1:11.189 +0:03 | 1:07.797 | Martin Šonka     |
| 6      | Juan Velarde      | DNS            | 1:07.784 | Kirby Chambliss  |
| 7      | Cristian Bolton   | 1:09.729       | 1:08.176 | Pete McLeod      |

| Key                                | Key |
| ---------------------------------- | --- |
| Calificado para la siguiente ronda |     |
| Eliminado                          |     |
| Perdedor más rápido, calificado    |     |

### Ronda de 8
| Asalto | 1.º piloto       | Tiempo         | Tiempo   | 2.º piloto        |
| ------ | ---------------- | -------------- | -------- | ----------------- |
| 8      | Yoshihide Muroya | 1:08.414 +0:01 | 1:07.991 | Martin Šonka      |
| 9      | Petr Kopfstein   | 1:08.452       | 1:07.835 | Kirby Chambliss   |
| 10     | Pete McLeod      | 1:07.230       | 1:08.460 | Matthias Dolderer |
| 11     | Mikaël Brageot   | 1:08.368       | 1:08.151 | Matt Hall         |

| Key                                | Key |
| ---------------------------------- | --- |
| Calificado para la siguiente ronda |     |
| Eliminado                          |     |

### Final 4
| Pos | N.º | Piloto          | Tiempo   | Pen   |
| --- | --- | --------------- | -------- | ----- |
| 1   | 8   | Martin Šonka    | 1:07.229 |       |
| 2   | 84  | Pete McLeod     | 1:07.342 |       |
| 3   | 95  | Matt Hall       | 1:08.508 |       |
| 4   | 10  | Kirby Chambliss | 1:09.141 | +0:02 |

## Challenger Class

### Cualificación
| Pos | N.º | Piloto         | Tiempo   | Pen   |
| --- | --- | -------------- | -------- | ----- |
| 1   | 62  | Florian Berger | 1:20.742 |       |
| 2   | 78  | Daniel Genevey | 1:20.999 | +0:01 |
| 3   | 24  | Ben Murphy     | 1:22.064 | +0:01 |
| 4   | 7   | Kenny Chiang   | 1:22.145 |       |
| 5   | 33  | Mélanie Astles | 1:24.400 | +0:04 |
| 6   | 48  | Kevin Coleman  | 1:24.556 | +0:03 |

### Race
| Pos | N.º | Pilot          | Run Time | Pen   |
| --- | --- | -------------- | -------- | ----- |
| 1   | 48  | Kevin Coleman  | 1:19.019 |       |
| 2   | 62  | Florian Berger | 1:19.196 |       |
| 3   | 33  | Mélanie Astles | 1:19.756 |       |
| 4   | 78  | Daniel Genevey | 1:20.014 |       |
| 5   | 24  | Ben Murphy     | 1:21.322 | +0:02 |
| 6   | 7   | Kenny Chiang   | 1:21.762 | +0:02 |